# Phenix City
|  | Dieser Artikel wurde aufgrund von inhaltlichen Mängeln auf der Qualitätssicherungsseite des Projektes USA eingetragen. Hilf mit, die Qualität dieses Artikels auf ein akzeptables Niveau zu bringen, und beteilige dich an der Diskussion! Eine nähere Beschreibung der zu behebenden Mängel fehlt. |

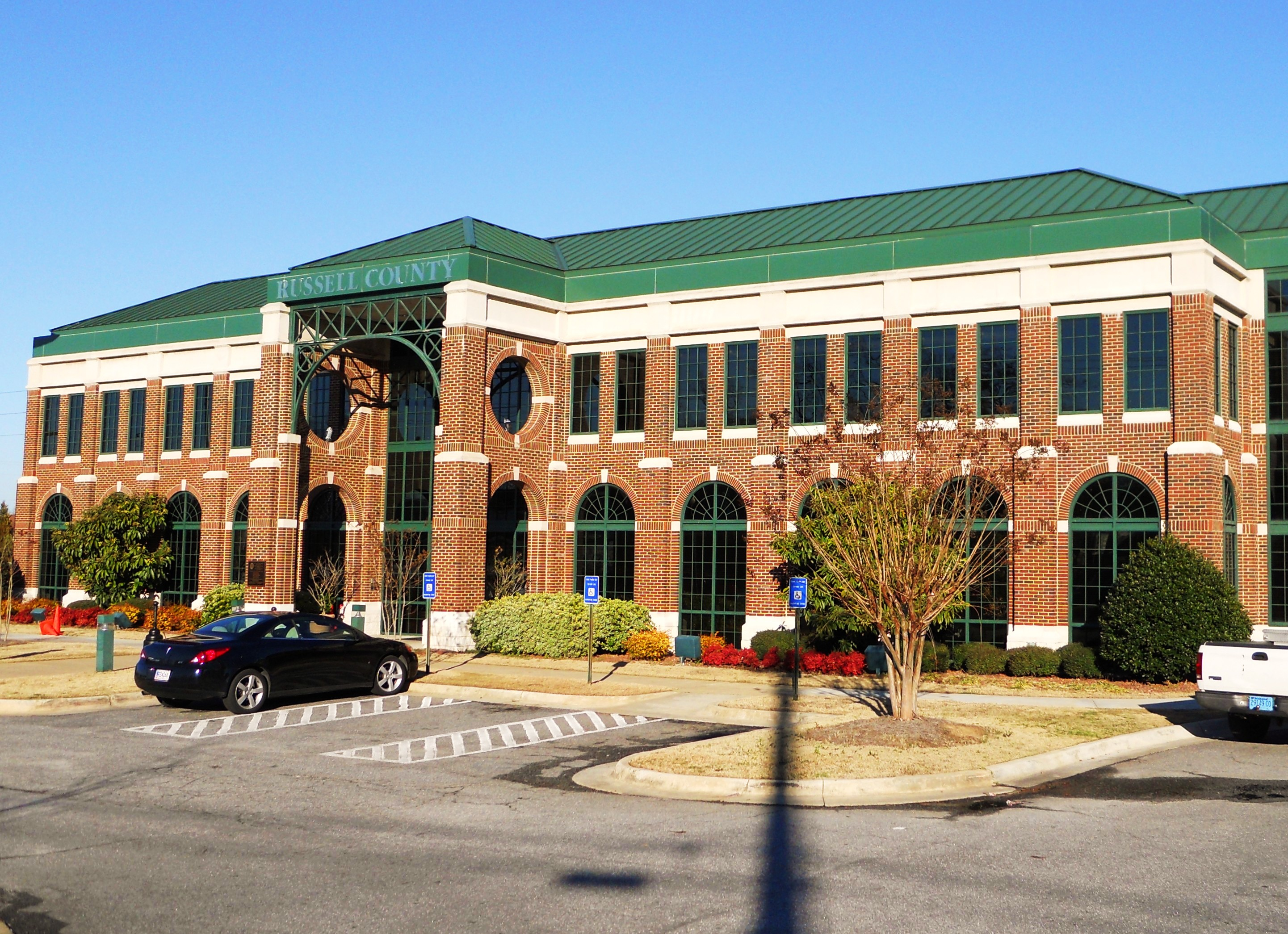
Russel County Courthouse in Phenix City

Phenix City ist eine US-amerikanische City im Russell County in Alabama. Teile der Stadt reichen bis in das Lee County. In Phenix City befindet sich der Sitz der Countyverwaltung (County Seat) des Russell Countys. Das U.S. Census Bureau hat bei der Volkszählung 2020 eine Einwohnerzahl von 38.816 ermittelt auf einer Fläche von 64,1 km²ermittelt.

## Geschichte
Die letzte Schlacht des Amerikanischen Bürgerkriegs fand in Phenix City statt, damals bekannt als Girard.
Bekannt war Phenix City über einige Jahrzehnte bis in die 1950er-Jahre auch als Glückspielort mit viel Kriminalität. Der Anwalt Albert L. Patterson, der sich gegen die Kriminalität einsetzte und zum Attorney General von Alabama gewählt wurde, wurde vor seinem Büro in Phenix City im Sommer 1954 erschossen. Daraufhin übernahm sein Sohn John Malcolm Patterson den Posten als Attorney General und über Phenix City wurde die Martial Law verhängt, um mit der Kriminalität aufzuräumen. Die Ereignisse wurden 1955 als Hollywood-Film Eine Stadt geht durch die Hölle verarbeitet.

## Söhne und Töchter der Stadt
- Harvey Glance (1957–2023), Leichtathlet und Olympiasieger
- Nancy Johnson (* 1974), Sportschützin
- J. D. McKissic (* 1993), American-Football-Spieler